# ناتاليا فوديانوفا
ناتاليا ميخايلوفنا فوديانوفا (بالروسية: Наталья Михайловна Водянова) وُلدت في 28 فبراير 1982) عارضة أزياء روسية، المشهورة بلقب سوبر نوفا، كان لها بعض المشاركات السينمائية منها ظهورها في فيلم صراع الجبابرة، وشاركت في بطولة فيلم بيل دو سينور (2012) بتأديتها دور «آريان».

## نشأتها
ولدت فوديانوفا في غوركي ، الاتحاد السوفيتي (نيجني نوفغورود الآن ، روسيا) ، ونشأت في حي فقير من المدينة (أفتوزافود) مع والدتها وشقيقتيها غير الشقيقتين. كانت إحدى شقيقاتها معاقة. عرفت ناتاليا بشكل مباشر ما يعنيه العيش ورعاية شخص معاق بالإضافة إلى النضالات التي يمرون بها في الحياة. عندما كانت مراهقة ، ساعدت فوديانوفا والدتها في بيع الفاكهة في الشارع ، ثم أقامت لاحقًا كشكًا لبيع الفاكهة خاصًا بها مع أحد أصدقائها لمساعدة أسرتها على الخروج من الفقر. غادر والد فوديانوفا العائلة عندما كانت طفلة صغيرة ، ولم يكن لديها أي اتصال آخر معه إلا بعد أن أصبحت مشهورة. جدتها موردوفيان (ارزيا)

## روابط خارجية
- ناتاليا فوديانوفا على موقع IMDb (الإنجليزية)
- ناتاليا فوديانوفا على موقع قاعدة بيانات الفيلم (الإنجليزية)
- ناتاليا فوديانوفا على موقع كينوبويسك (الروسية)
- ناتاليا فوديانوفا على موقع دليل عارضات الأزياء (الإنجليزية)